# 水处理

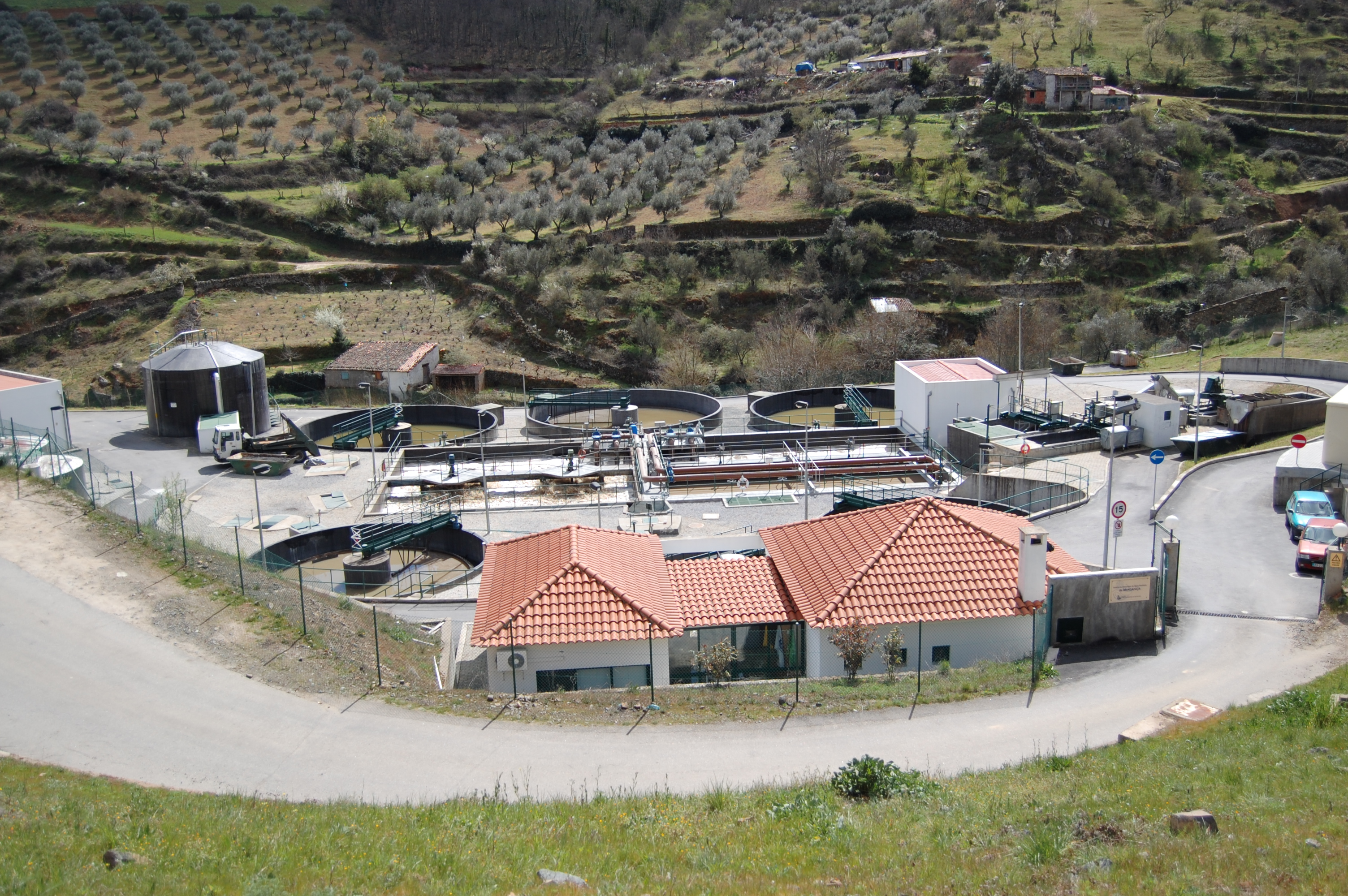
葡萄牙的一所水处理厂。

水处理（包括给水处理、污废水及雨水处理等）是指水經人為或自然現象，而改變其內容物成份變化的過程。人工的水處理可分為將自然界的水處理之後為人類使用，和將人使用過後的廢水加以處理後排入大自然中。處理的方式包括物理處理和化學處理。
人類進行水處理的方式已經有相當多年歷史，物理方法包括利用各種孔徑大小不同的濾材，利用吸附或阻隔方式，將水中的雜質排除在外，吸附方式中較重要者為以活性炭進行吸附，阻隔方法則是將水通過濾材，讓體積較大的雜質無法通過，進而獲得較為乾淨的水。另外，物理方法也包括沉澱法，就是讓比重較小的雜質浮於水面撈出，或是比重較大的雜質沈澱於下，進而取得。化學方法則是利用各種化學藥品將水中雜質轉化為對人體傷害較小的物質，或是將雜質集中，歷史最久的化學處理方法應該可以算是用明礬加入水中，水中雜質集合後，體積變大，便可用過濾法，將雜質去除。
另於二十餘年來較受矚目的方式為逆滲透法（Reverse Osmosis），即利用一具備半透性的膜體逆向對水施壓，讓水流出，雜質則留在膜體的另一側。由於透過膜體孔徑選擇，可以幾乎完全濾除水分子以外雜質，因此，此一方式製成的水稱為純淨水，或RO逆滲透水。此一科技來自於美國，原始目的在期望透過不斷過濾來盡可能減少太空船攜帶的水量，淨化程度可達到99.9%以上。

## 延伸閱讀
- Eaton, Andrew D.; Franson, Mary Ann H.  21. American Public Health Association. 2005. ISBN 978-0-87553-047-5.

## 外部連結
- 国际水协会 （页面存档备份，存于） - 专业研究机构（英文）
- 纳米技术水处理项目 （页面存档备份，存于） - Project NeWT, 莱斯大学（Rice University）生物与环境纳米技术中心（CBEN）（英文）
- NSF国际 （页面存档备份，存于） - 独立的非盈利性标准组织（英文）
- 跨国生态工程 （页面存档备份，存于） - 工业废水处理（俄罗斯）
- 水环境联盟 （页面存档备份，存于） - 专注于污水处理的专业协会（英文）
- WHO.int （页面存档备份，存于），世界卫生组织指导（英文）